# Onni Peltonen

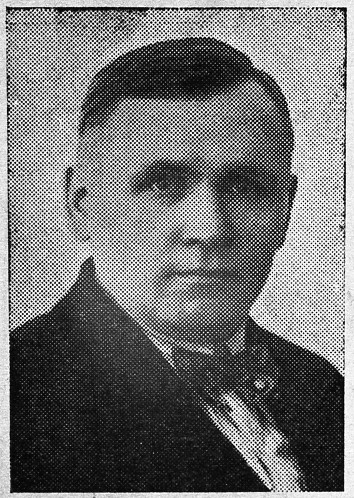
Onni Peltonen 1936

Onni Evert Peltonen (* 27. September 1894 in der Landgemeinde Jyväskylä; † 11. September 1969 in Jyväskylä) war ein finnischer Politiker der Sozialdemokratischen Partei (SDP).
Peltonen war der Sohn von Henriikka Juusonen und dem Schmied Joonas Peltonen. Nach dem Besuch der Schule übte er in den Jahren vor dem Krieg verschiedene Berufe aus. Unter anderem als Metallarbeiter, Beschäftigter bei der Eisenbahn und als Feuerwehrmann. Im finnischen Parlament besaß Peltonen von 1933 bis 1961 ein Mandat. Nach dem Krieg wurde er zwischen 1945 und 1952 dreimal Verkehrs- und Infrastrukturminister Finnlands. Von 1954 bis 1956 war er Sozialminister.
Zwischen 1931 und 1956 wurde Peltonen außerdem sechsmal als Wahlmann bei einer Präsidentschaftswahl bestellt.